# Apóstrofo
El apóstrofo (', también apóstrofe) es un signo de puntuación en forma de coma elevada o comilla simple de cierre utilizado en muchas lenguas que utilizan el alfabeto latino, marcando la supresión de un sonido. En español se usa principalmente para indicar la elisión de un sonido (generalmente de una vocal), ya sea en la edición no modernizada de un texto antiguo que recurra a dichas elisiones o para reflejar por escrito una determinada pronunciación asociada a un acento.

## Uso
En las lenguas que utilizan el alfabeto latino, el apóstrofo indica por lo general la elisión de una letra. También  se utiliza para indicar uno o más fonemas suprimidos por razones métricas (en poesía, especialmente) o simulando una pronunciación dialectal:

Tierras d'Alcañiz negras las va parando
Cantar de Mio Cid

Ya ciego con la vista'e la prenda, siguió nuestro hombre pa'l río y llegando la vio que nadaba cerquita'e la orilla
Güiraldes, Ricardo. Don Segundo Sombra, 1926

Tales empleos son siempre arcaicos, pseudofonéticos o especializados, y el signo es raro en la escritura formal de uso corriente. En otras lenguas, por el contrario, forma parte de la grafía estándar. En inglés I’m es la forma contraída de I am, en italiano l’acqua es la contracción de la + acqua, y en francés l’eau es la contracción de la + eau. A veces, la supuesta elisión puede deberse a razones etimológicas que ya no son evidentes en la lengua actual, como el caso de la expresión inglesa o’clock, que anteriormente fue of the clock (‘del reloj’), una frase que ya no se usa con este propósito. Sin embargo, el uso en inglés no siempre implica una elisión. El apóstrofo del caso genitivo plural, por ejemplo en the books’ (‘de los libros’), no viene de ninguna elisión, sino que se usa para hacer la distinción ortográfica entre esta frase y la frase the books (‘los libros’); el apóstrofo en el genitivo singular (the book’s, ‘del libro’), sin embargo, sí indica la elisión de la letra del morfema -es del inglés antiguo. Otras lenguas germánicas no usan el apóstrofo en este caso, ni tampoco el inglés antiguo lo usaba. Un uso habitual en inglés, que erróneamente se ha extendido al español, es en las abreviaturas de años como, por ejemplo, ’92 en lugar de 1992. Este uso se ha hecho frecuente en los nombres de competencias deportivas (Barcelona ’92 o Us Open ’09, por ejemplo). Si se desea hacer la abreviación, lo que es frecuente en la expresión de acontecimientos relevantes celebrados en ciertos años, no debe utilizarse el apóstrofo. Basta con las dos últimas cifras del año, que pueden unirse o no con guion a la palabra precedente.
En las transliteraciones de lenguas como el árabe o el hebreo, el apóstrofo se utiliza para representar el sonido de una oclusiva glotal, como en el nombre árabe del Corán (qur’ān) o en el nombre hebreo de la ciudad israelí de Beerseba (Be’er Sheva). Este símbolo también figura en el alfabeto del idioma guaraní, no como símbolo de puntuación, sino como consonante, representando la consonante oclusiva glotal [ʔ].
En el sistema pinyin de transcripción del chino mandarín se utiliza el apóstrofo para evitar ambigüedades en la división de sílabas. Por ejemplo, la ciudad de Xi'an se escribe en chino con dos caracteres: 西 (xī; «oeste, occidental») y 安 (ān; «paz, tranquilidad»). El apóstrofo indica aquí que se trata de dos sílabas, y no de una sola con un diptongo. Otros casos similares son la plaza de Tian’anmen y la ciudad de Yan'an.

## Confusión con otros signos
Otros signos muy similares al apóstrofo son la comilla simple de cierre ’, tanto recta como curvada, y la prima ′, esta sin la curvatura característica del apóstrofe y las comillas.
Tampoco es correcto usar el apóstrofo para separar las cifras enteras de su parte decimal, para lo que se emplea la coma.